# Véronique Salvi
Véronique Salvi (Charleroi, 19 april 1973) is een voormalig Belgisch politica voor het cdH.

## Levensloop
De uit Italië afkomstige Véronique Salvi is van opleiding licentiaat in de politieke wetenschappen aan de UCL. Na haar studies was ze van 1996 tot 2000 parlementair assistent van Anne-Marie Corbisier-Hagon, de toenmalige voorzitster van het Parlement van de Franse Gemeenschap.
Bij de gemeenteraadsverkiezingen van 2000 werd Salvi verkozen tot gemeenteraadslid van Charleroi. In maart 2006 werd ze cdH-fractieleidster in de gemeenteraad. Na het ontslag van burgemeester Jean-Jacques Viseur in februari 2012 werd ze schepen van Humanresourcesmanagement. Na de gemeenteraadsverkiezingen van 2012 werd ze schepen van Kleine Kinderen, Humanresourcesmanagement en Personen met een Handicap. Vanaf 2014 ze titelvoerend schepen van Charleroi. Bij de gemeenteraadsverkiezingen van 2018 was ze geen kandidaat meer.
In januari 2007 werd Véronique Salvi in opvolging van Jean-Jacques Viseur lid van de Kamer van volksvertegenwoordigers, een functie die ze bleef uitoefenen tot in juni 2009. Vervolgens stapte ze over naar het Waals Parlement en het Parlement van de Franse Gemeenschap. Van juni tot juli 2009 was ze ad interim voorzitster van het Parlement van de Franse Gemeenschap, waarna ze secretaris van het Waals Parlement werd.
In februari 2013 nam ze ontslag als parlementslid om zich voltijds met haar schepenambt in Charleroi bezig te houden. Bij de verkiezingen van 2014 werd ze opnieuw verkozen in het Waals Parlement en het Parlement van de Franse Gemeenschap. Door het decumuldecreet dat na de verkiezingen van 2014 inging in het Waals Parlement, liet ze zich verhinderd verklaren als schepen en werden haar schepenfuncties in het gemeentecollege van Charleroi overgenomen. Salvi bleef lid van beide assemblees tot in 2019.
In mei 2020 ging ze als projectverantwoordelijke werken aan de UCL.